# Marie Luise von Hammerstein

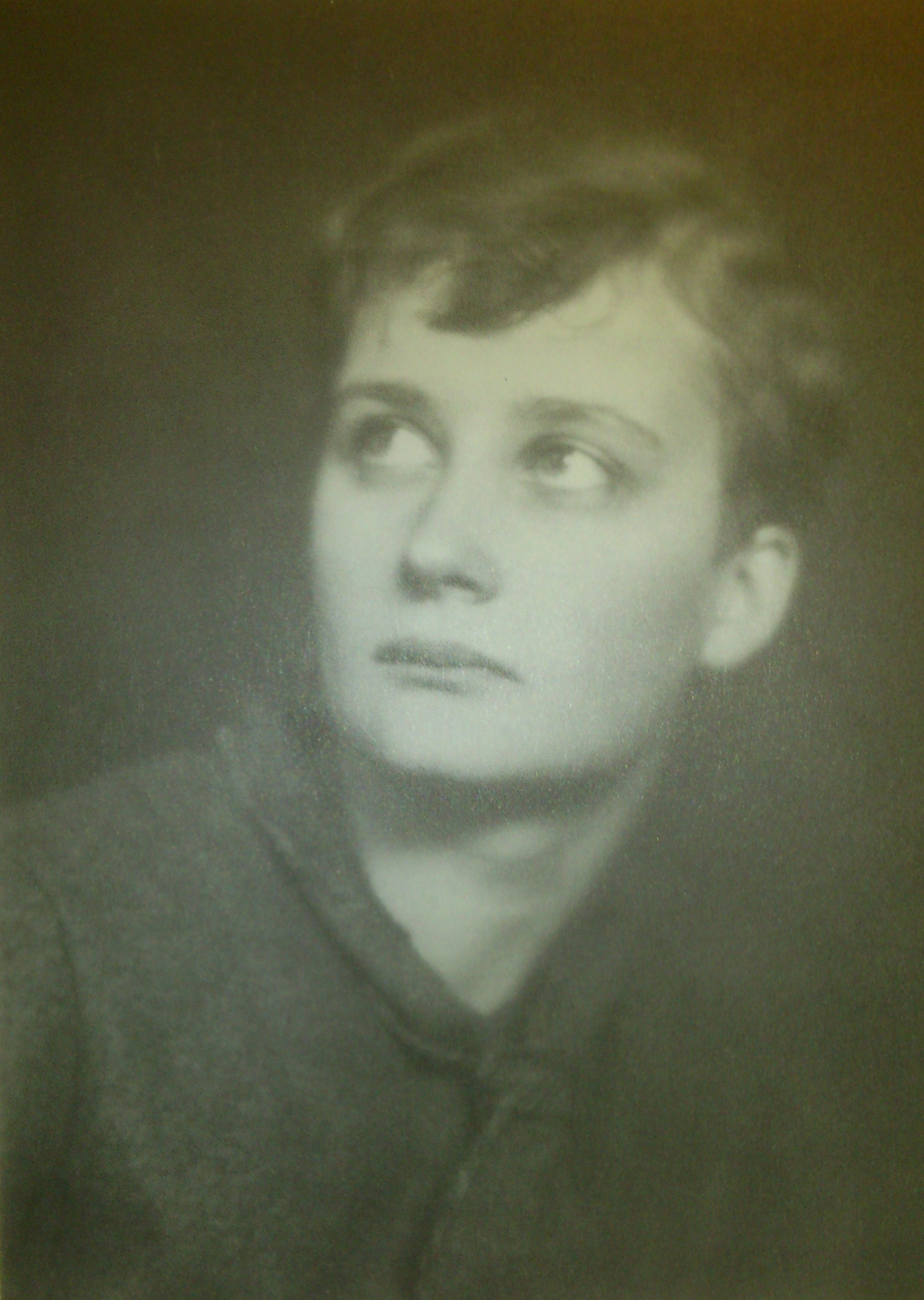
Marie Luise von Hammerstein (1928)

Marie Luise Cäcilie Freifrau von Münchhausen (* 27. September 1908 in Berlin als Freiin von Hammerstein-Equord; † 6. November 1999 ebenda) war eine deutsche Rechtsanwältin. Sie war Anhängerin der Kommunistischen Partei Deutschlands und arbeitete für deren Nachrichtendienst.

## Leben
Marie Luise von Hammerstein-Equord war eine Tochter des Generalobersten Kurt von Hammerstein-Equord und seiner Gemahlin Maria Luise Freiin von Lüttwitz. Ihr Vater, seit 1930 Chef der Heeresleitung, befand sich zur Zeit der Ernennung Hitlers zum Reichskanzler 1933 an einer entscheidenden Schaltstelle; obgleich Hitler und dem Nationalsozialismus gegenüber skeptisch eingestellt, befürchtete er einen Bürgerkrieg zwischen der auf 100.000 Mann beschränkten Reichswehr (unter deren jüngeren Offizieren Hitler zudem Sympathisanten hatte) und den über 400.000 Mitgliedern der SA. Aus diesem Grunde verhinderte er Hitlers Ernennung zum Reichskanzler nicht und ergriff auch danach, obwohl mehrfach erwogen, nicht die Gelegenheit zum Putsch gegen diesen. Gleichwohl sympathisierte (und konspirierte) er bis zu seinem Tod 1943 mit Hitlers Gegnern aus den Kreisen der Widerstandskämpfer, ebenso wie seine Söhne – Marie Luises Brüder – Kunrat und Ludwig, die 1944 untertauchten, während der jüngste Bruder, Franz, ein späterer Theologe, sowie die Mutter und eine Schwester 1944 in Konzentrationslager verschleppt wurden.
Marie Luise trat bereits mit 16 Jahren aus der Kirche aus. Mit 19 Jahren wurde sie Mitglied der KPD. Während ihres Jurastudiums soll sie eine Liebesaffäre mit dem kommunistischen Reichstagsabgeordneten Werner Scholem gehabt haben.
1933 heiratete sie den Juristen Mogens von Harbou, der kurz zuvor in die NSDAP eingetreten war und sich später, während der deutschen Besatzung Polens, an der Judenverfolgung beteiligte. Die Ehe hielt nur drei Jahre. In dieser Zeit wurde die Wohnung des Paars von der Gestapo durchsucht und Marie Luise mehrere Tage lang verhört. Grund war ihre frühere Verbindung zu Werner Scholem sowie der Vorwurf, sie habe Scholem Dienstgeheimnisse ihres Vaters Kurt von Hammerstein-Equord übermittelt. Sie schwieg dazu, erst in einem internen Lebenslauf von 1973 gab sie zu, für den KPD-Nachrichtendienst tätig gewesen zu sein; der Kontaktmann sei Leo Roth gewesen.
Da durch ihre Tätigkeit Pläne für einen Angriffskrieg gegen die Sowjetunion schon 1933 in Moskau bekannt waren (jedoch von Stalin ignoriert wurden), erhielt sie seitens der DDR die Auszeichnung „Kämpfer gegen den Faschismus“.
Von 1937 bis 1951 war sie in zweiter Ehe verheiratet mit Ernst-Friedemann Freiherr von Münchhausen (1906–2002), der das Gut Herrengosserstedt im Landkreis Eckartsberga besaß. Nach dem Krieg trennte sich das Paar, Marie Luise zog 1949 von West-Berlin nach Ost-Berlin, trat der SED bei, vollendete ihr in der Weimarer Republik begonnenes Jura-Studium und arbeitete als Rechtsanwältin in einer Pankower Gemeinschaftskanzlei.
Nach Unterlagen der Staatssicherheit war sie von 1950 bis 1960 „inoffiziell für die sowjetischen Sicherheitsorgane tätig“. Sie sei aber „nicht frei von Vorurteilen und kleinbürgerlichen Denkweisen“, auch habe sie „Verbindung zu Personenkreisen um Havemann und Biermann“ unterhalten, und einer ihrer Söhne sei „republikflüchtig“. Beruflich und menschlich engagierte sie sich damals besonders für jüdische Mandanten. Lange Zeit distanzierte sie sich aus politischen Gründen von ihren Geschwistern, auch von ihren Brüdern Ludwig von Hammerstein-Equord und Kunrat von Hammerstein-Equord.
In der dritten Staffel der Serie Babylon Berlin wird die Figur der Marie-Louise Seegers eingeführt, die an Marie Luise von Hammerstein angelehnt ist.